# 耶稣圣殿 (塞维利亚)

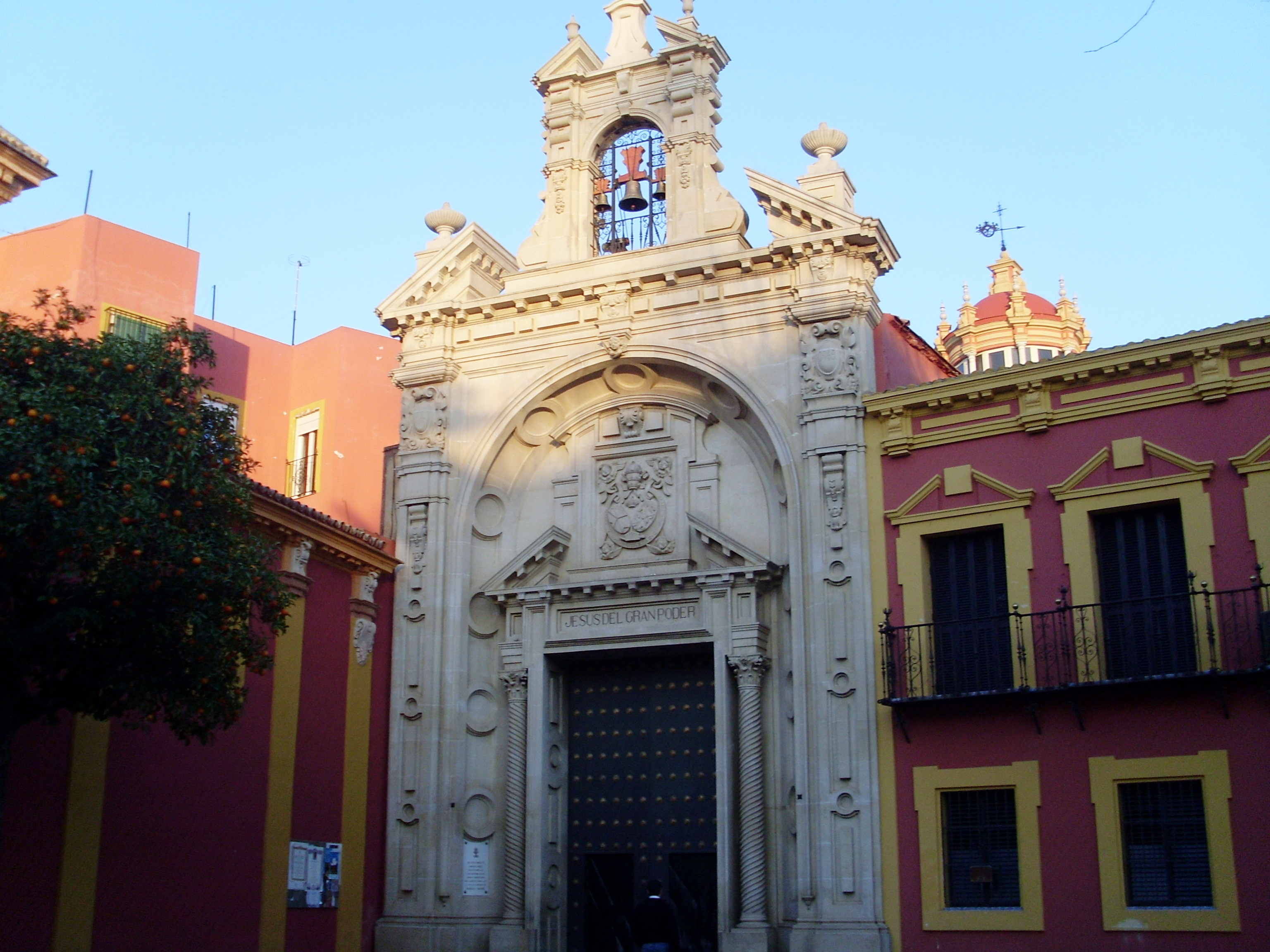

耶稣圣殿（Basílica menor de Jesús del Gran Poder）是一座罗马天主教宗座圣殿，新巴洛克风格，位于西班牙塞维利亚的圣老楞佐区，由教区神父管理。
1992年，教宗若望·保禄二世将该堂升格为宗座圣殿。这是塞维利亚的第二座宗座圣殿，仅次于1966年保禄六世所封的马卡雷纳圣殿。在此之后，该市又产生了两座宗座圣殿：圣母进教之佑圣殿（2008年）以及基督圣殿（2012年）。

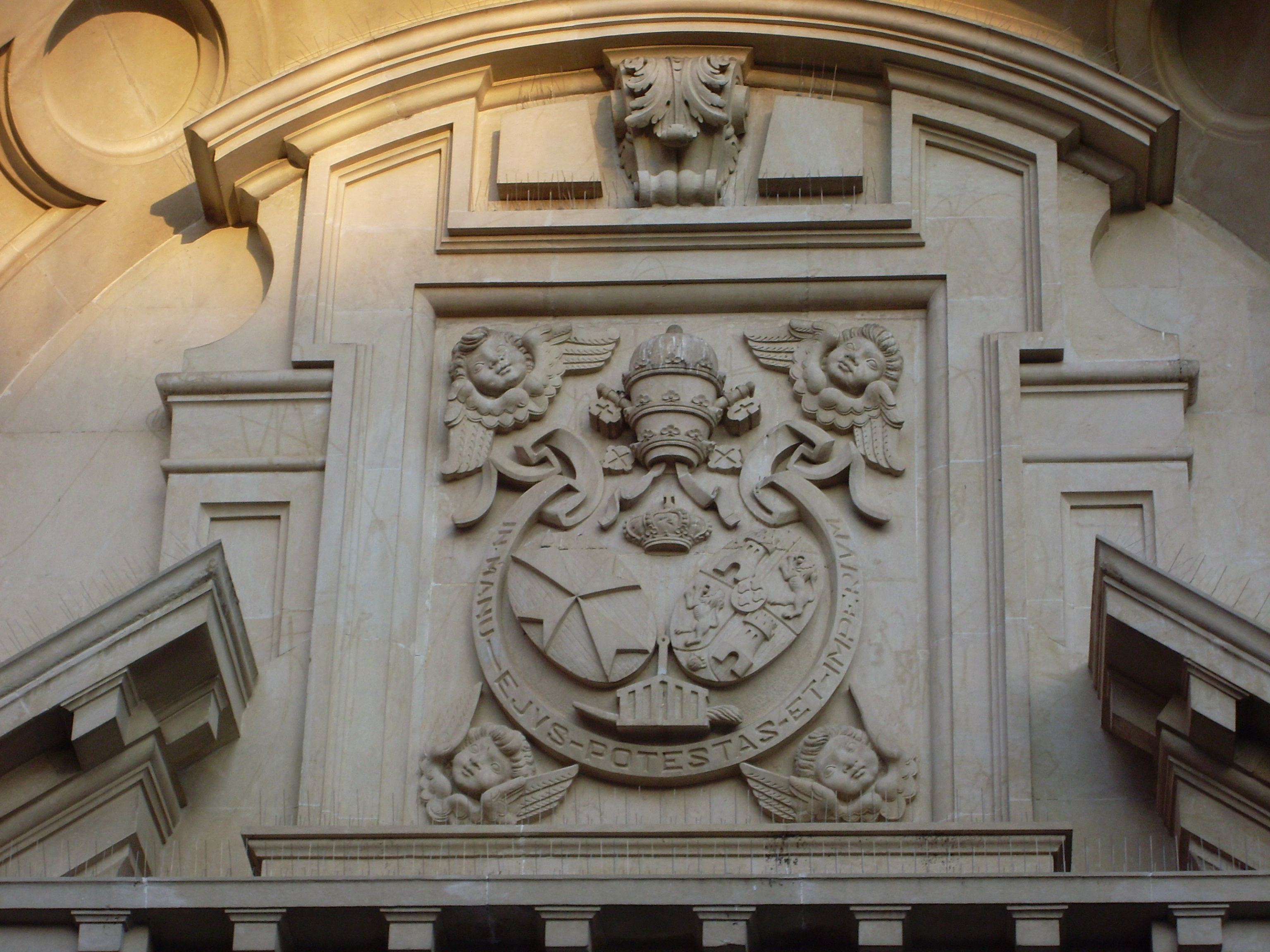
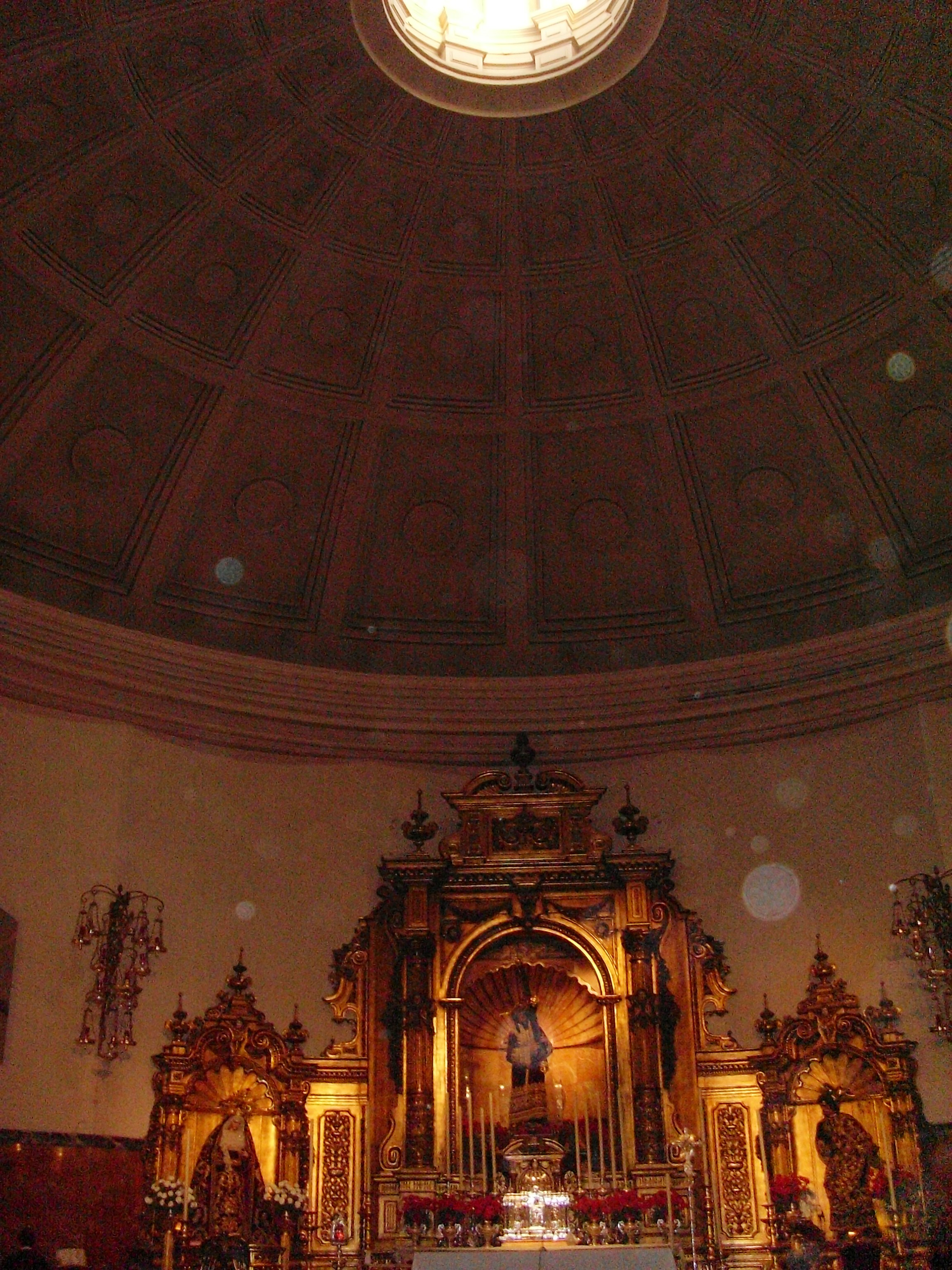